# Khaled Hosseini
Khaled Hosseini Embaixador(a) da boa vontade da ACNUR (em persa: خالد حسینی; /ˈhɑːlɛd hoʊˈseɪni/; Cabul, 4 de março de 1965) é um romancista e médico afegão, com naturalização estadunidense. É o autor do romance best-seller, The Kite Runner ("O Caçador de Pipas" no Brasil e "O Menino de Cabul" em Portugal).
Hosseini nasceu em Cabul, no Afeganistão. Seu pai trabalhava como diplomata, e quando ele tinha 11 anos, a família se mudou para a França, quatro anos mais tarde, pediu asilo nos Estados Unidos. Ele frequentou a escola na América com pouco conhecimento da língua inglesa, no momento e mais tarde tornou-se um cidadão. Hosseini não retornou ao Afeganistão até 2003 com 38 anos de idade, onde "me senti como um turista em [meu] próprio país." Em entrevistas sobre a experiência, ele admitiu que às vezes sentiu culpa por ter sobrevivido por ter sido capaz de deixar o país antes da invasão soviética e das guerras subsequentes.
Todos os três de seus romances se tornaram best-sellers, com The Kite Runner que passou 101 semanas na lista de bestsellers (número um para quatro dessas semanas), como livro de bolso. Em 2007, The Kite Runner foi seguido por A Thousand Splendid Suns, que passou 21 semanas na lista do New York Times Best Seller de ficção e 49 semanas na lista do New York Times Best Seller de livros de capa dura (número um para 15 dessas semanas). Os dois romances já venderam mais de 38 milhões de cópias internacionalmente.

## Biografia
Hosseini nasceu na capital do Afeganistão, Cabul. A sua mãe era professora de uma escola de segundo grau para meninas em Cabul. Seu pai envolveu-se com o Ministério do Exterior afegão. Em 1970, o Ministério do Exterior enviou a sua família para o Teerã, Irã (Teerão, Irão, na grafia de Portugal), onde o seu pai trabalhou para a Embaixada Afegã. Em 1973, Hosseini e sua família retornam a Cabul. Em julho de 1973, na mesma noite em que nasce o irmão mais jovem de Hosseini, o reino do Afeganistão muda de mãos através de um golpe.
Em 1976, Khaled Hosseini e sua família mudam-se para Paris, França, por conta do novo emprego do seu pai. Eles não voltam ao Afeganistão porque, enquanto estavam em Paris, comunistas tomaram o poder do país por meio de um golpe cruel. Deste modo, foi consentido à família Hosseini asilo político, nos EUA, onde passaram a residir em San Jose, Califórnia. As suas propriedades foram todas deixadas no Afeganistão e eles foram forçados a sobreviver com ajuda governamental por um curto período.
Hosseini formou-se na escola secundária em 1984 e inscreveu-se na Universidade de Santa Clara, onde ganhou título de Bacharel em Biologia, em 1988. Após alguns anos, ele ingressou na Universidade da Califórnia, San Diego, escola de Medicina, onde recebeu o título de Doutor em Medicina em 1993. Ele completou o período de residência em Medicina Interna na Cedars-Sinai Medical Center, em Los Angeles, no ano de 1996. Khaled Hosseini continua praticando medicina.
Khaled Hosseini é casado com Roya Hosseini (sobrenome de casada), e tem dois filhos, Haris e Farah.

## Influências
Quando Hosseini era criança, leu desde poesias persas a romances como Alice no País das Maravilhas e a série do detetive Mike Hammers, do escritor Mickey Spillane. As memórias de um Afeganistão pré-invasão soviética e suas experiências pessoais o levaram a escrever o seu primeiro romance, The Kite Runner (O Caçador de Pipas). Um homem hazara, chamado Hossein Khan, trabalhou para os Hosseini quando eles moravam no Irã. Quando Hosseini estava cursando seu terceiro grau, ensinou Khan a ler e a escrever. Ainda que o relacionamento com Hossein Khan tenha sido breve e um tanto formal, a afeição de Hosseini por esta rápida amizade serviu como inspiração para o relacionamento entre Hassan e Amir em The Kite Runner.

## Obras

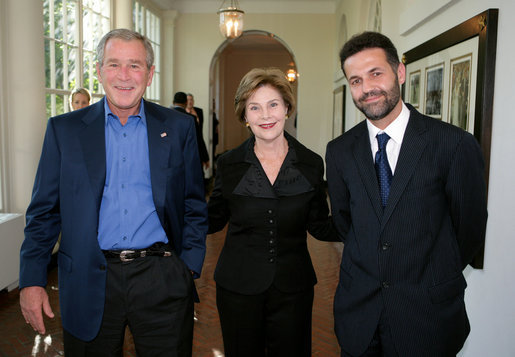
George e Laura Bush recebem Khaled Hosseini em 2007.

- The Kite Runner (ISBN 1-59448-000-1) (O Caçador de Pipas) é a história do jovem garoto, Amir que, mesmo depois de adulto, é constantemente atormentado por memórias de um trágico evento que ocorrera em sua infância. O romance tem como cenários o Afeganistão, desde a queda da monarquia até o colapso do regime Talibã, e a cidade de São Francisco, EUA. Dentre os diversos temas abordados, encontram-se as tensões étnicas entre os Hazara e os Pashtun no Afeganistão, e as experiências de imigração de Amir e seu pai para os EUA. O romance ocupa o terceiro lugar entre os mais vendidos em 2005 nos EUA.[5]

Hosseini dedicou este livro aos seus filhos, Harris e Farah, e às crianças do Afeganistão. Pouco depois, o filme O Caçador de Pipas foi lançado, numa produção de Sam Mendes.
- A Thousand Splendid Suns (A Cidade do Sol) é o encontro de duas histórias. Mariam tem 33 anos. Sua mãe morreu quando ela tinha 15 anos e Jalil, o homem que deveria ser seu pai, a deu em casamento a Rashid, um sapateiro de 45 anos. Ela sempre soube que seu destino era servir seu marido e dar-lhe muitos filhos. Mas as pessoas não controlam seus destinos. Laila tem 15 anos. É filha de um professor que sempre lhe diz: "Você pode ser tudo o que quiser." Ela vai à escola todos os dias, é considerada uma das melhores alunas do colégio e sempre soube que seu destino era muito maior do que casar e ter filhos. Mas as pessoas não controlam seus destinos. Confrontadas pela História, o que parecia impossível acontece: Mariam e Laila se encontram, absolutamente sós. E a partir desse momento, embora a História continue a decidir os destinos, uma outra história começa a ser contada, aquela que ensina que todos nós fazemos parte do "todo humano", somos iguais na diferença, com nossos pensamentos, sentimentos e mistérios.
- (O Silêncio das Montanhas) Dez anos depois do aclamado “O caçador de pipas”, o escritor afegão Khaled Hosseini volta à cena literária com “O silêncio das montanhas”. O romance traz como protagonistas os irmãos Pari e Abdullah, que moram em uma aldeia distante de Cabul, são órfãos de mãe e têm uma forte ligação desde pequenos. Assim como a fábula que abre o livro, as crianças são separadas, marcando o destino de vários personagens. Paralelamente à trama principal, Hosseini narra a história de diversas pessoas que, de alguma forma, se relacionam com os irmãos e sua família, sobre como cuidam uns dos outros e a forma como as escolhas que fazem ressoam através de gerações. Assim como em O caçador de pipas, o autor explora as maneiras como os membros sacrificam-se uns pelos outros, e muitas vezes são surpreendidos pelas ações de pessoas próximas nos momentos mais importantes. Segundo o próprio Hosseini, o novo título “fala não somente sobre a minha própria experiência como alguém que viveu no exílio, mas também sobre a experiência de pessoas que eu conheci, especialmente os refugiados que voltaram ao Afeganistão e sobre cujas vidas tentei falar tanto como escritor quanto como representante da Organização das Nações Unidas. Espero que os leitores consigam amar os personagens de “O silêncio das montanhas” tanto quanto eu os amo”. Seguindo os personagens, mediante suas escolhas e amores pelo mundo – de Cabul a Paris, de São Francisco à Grécia –, a história se expande, tornando-se emocionante, complexa e poderosa. É um livro sobre vidas partidas, inocências perdidas e sobre o amor em uma família que tenta se reencontrar.